# Bothus assimilis
Bothus assimilis är en fiskart som först beskrevs av Günther 1862.  Bothus assimilis ingår i släktet Bothus och familjen tungevarsfiskar. Inga underarter finns listade.